# Quinto Titurio Sabino
Quinto Titurio Sabino (... – 54 a.C. o 53 a.C.) è stato un generale romano.

## Biografia
Insieme a Lucio Aurunculeio Cotta fu legato di Gaio Giulio Cesare durante le guerre di conquista della Gallia, dove morì nel 54/53 a.C. Entrambi vengono menzionati per la prima volta nel De bello Gallico a proposito della campagna di sottomissione della Gallia Belgica nel 57 a.C.
Nell'inverno del 54/53 a.C. i due legati furono inviati con una legione e cinque coorti nell'accampamento di Atuatuca (oggi Tongeren), che si trovava nel territorio degli Eburoni (si pensa che vivessero tra il fiumi Mosa e Reno). Poco dopo, sotto la guida di Ambiorige e Catuvolco, gli Eburoni si ribellarono all'occupazione romana, sobillati da Induziomaro dei Treviri. Uccisi i legionari che erano a fare legna, i ribelli si presentarono davanti all'accampamento romano con l'intenzione di assediarlo. Furono però respinti da una sortita dei Romani.
A questo punto con uno stratagemma Ambiorige riuscì a convincere i Romani a lasciare il campo: convocati gli ambasciatori nemici, egli cercò di diminuire le sue responsabilità nello scoppio della rivolta e disse ai Romani che in quel giorno, in tutta la Gallia, era stata decisa una sollevazione generale contro le truppe romane occupanti, che sarebbe stata supportata da truppe di Germani che sarebbero presto giunte in aiuto dei Galli ribelli. Ambiorige propose quindi ai Romani di abbandonare il campo, promettendo che li avrebbe lasciati passare indisturbati.
Gli ambasciatori (il cavaliere Gaio Arpineio e lo spagnolo Quinto Giunio) riferirono il messaggio a Cotta e Sabino. Nel successivo consiglio di guerra che si tenne nell'accampamento romano, mentre Cotta e la maggior parte tribuni e dei centurioni espressero l'opinione secondo cui era meglio restare trincerati nel campo e non prendere iniziative senza prima aver ricevuto ordini da Cesare, Sabino disse invece che l'unica via di salvezza era quella di fidarsi di Ambiorige e di lasciare il campo. Alla fine prevalse proprio quest'ultimo parere e così la mattina dopo l'esercito romano si mise in marcia.
Ma mentre erano in movimento, le truppe romane furono attaccate di sorpresa da quelle di Ambiorige e massacrate. Sabino in un estremo tentativo di salvarsi, inviò il proprio interprete Gneo Pompeo da Ambiorige per scongiurarlo di fermare i suoi, ma l'eburone fingendo di intavolare trattative fece circondare il Sabino e lo fece uccidere. Anche Cotta, ferito dapprima da un dardo di frombola in volto, morì poi in combattimento, mentre solo pochi soldati riuscirono a raggiungere le truppe comandate da un altro legato, Tito Labieno. A Sabino Cesare attribuisce nel De Bello Gallico la responsabilità del disastro.